# Wał Alpejski

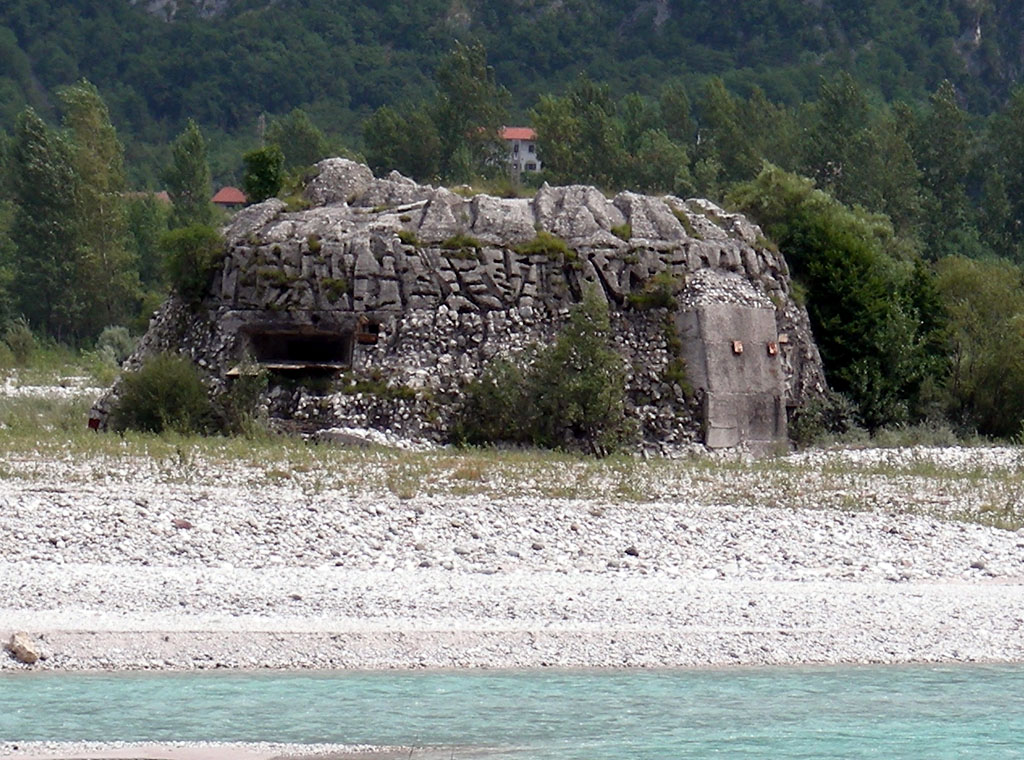
Jeden z bunkrów nad rzeką Tagliamento

Wał Alpejski – system umocnień zbudowany we Włoszech wzdłuż granicy z Francją  latach 1930-1940. Głównymi ośrodkami oporu miały być rejony Courmayeur, Susa-Bardonecchia i Tenda. Fortyfikacje miały zapewnić oparcie armii włoskiej w czasie walnej bitwy nadgranicznej. Wał Alpejski nie odegrał istotnej roli w działaniach wojennych.